# Contamination de spin
En chimie numérique, la contamination de spin est le mélange artificiel de plusieurs états de spins électroniques. Ce mélange peut se produire lorsqu'une fonction d'onde basée sur une fonction orbitalaire approchée est représentée sous une forme non restreinte - c'est-à-dire que les parties spatiales des spinorbitales α et β peuvent différer. Les fonctions d'onde approchées avec un fort degré de contamination de spin ne sont pas souhaitées. En particulier, elles ne sont pas fonctions propres de l'opérateur total de spin au carré, Ŝ2, mais peuvent être formellement développées en termes d'états de spin pur de multiplicités supérieures (les contaminants).

## Fonctions d'onde de couche ouverte
Dans le cadre de la théorie Hartree-Fock, la fonction d'onde est approchée par un déterminant de Slater de spinorbitales. Dans un système à couche ouverte, l'approximation par champ moyen de cette même théorie induit des équations différentes pour les orbitales α et β. Par conséquent, il y a deux approches pouvant être choisies - soit afin de forcer une double occupation des orbitales de plus basse énergie en contraignant les distributions spatiales de α et β à être les mêmes (méthode de Hartree-Fock restreinte pour couche ouverte ROHF) ou laissées totalement libres variationnellement (méthode de Hartree-Fock non restreinte UHF). En général, une fonction d'onde de Hartree-Fock à N électrons est composée de Nα spinorbitales α et de Nβ spinorbitales β qui peuvent être écrites :
{\displaystyle \Psi ^{\mathrm {HF} }(\mathbf {r} _{1}\sigma (1)\cdots \mathbf {r} _{N}\sigma (N))={\mathcal {A}}\left(\psi _{1}^{\alpha }(\mathbf {r} _{1}\alpha _{1})\cdots \psi _{N_{\alpha }}^{\alpha }(\mathbf {r} _{N_{\alpha }}\alpha _{N_{\alpha }})\psi _{N_{\alpha }+1}^{\beta }(\mathbf {r} _{N_{\alpha }+1}\beta _{N_{\alpha }+1})\cdots \psi _{N}^{\beta }(\mathbf {r} _{N}\beta _{N})\right).}
où {\displaystyle {\mathcal {A}}} est l'opérateur d'antisymétrie. Cette fonction d'onde est une fonction propre de l'opérateur de projection de spin total, Ŝz, avec pour valeur propre (Nα − Nβ)/2 (si l'on postule que Nα ≥ Nβ). Pour une fonction d'onde ROHF, les 2Nβ premières spinorbitales sont obligées d'avoir la même distribution spatiale.
{\displaystyle \psi _{j}^{\alpha }(\mathbf {r} _{j})=\psi _{N_{\alpha }+j}^{\beta }(\mathbf {r} _{N_{\alpha }+j}),\ \ \ 1\leq j\leq N_{\beta }.}
Cette contrainte n'existe pas dans une approche UHF.

## Contamination de spin
L'opérateur de spin total au carré commutant avec le hamiltonien moléculaire non-relativiste, il est souhaitable que la fonction d'onde approchée soit une fonction propre de Ŝ2. Les valeurs propres de Ŝ2 sont S(S + 1) où S peut prendre les valeurs 0 (état singulet), 1/2 (état doublet), 1 (état triplet), 3/2 (état quadruplet), et ainsi de suite.
La fonction d'onde ROHF est une fonction propre de Ŝ2 : la valeur attendue pour Ŝ2 pour une fonction d'onde ROHF est :
{\displaystyle \langle S^{2}\rangle _{\mathrm {ROHF} }=\langle S^{2}\rangle _{\mathrm {exact} }=\left({\frac {N_{\alpha }-N_{\beta }}{2}}\right)\left({\frac {N_{\alpha }-N_{\beta }}{2}}+1\right).}
Cependant, la fonction d'onde UHF ne l'est pas : la valeur attendue de Ŝ2 pour une fonction d'onde est :
{\displaystyle \langle S^{2}\rangle _{\mathrm {UHF} }=\langle S^{2}\rangle _{\mathrm {exact} }+N_{\beta }-\sum _{i,j}^{\mathrm {ensemble} }|\langle \psi _{i}^{\alpha }|\psi _{j}^{\beta }\rangle |^{2}.}
La somme des deux derniers termes est une mesure de l'étendue de la contamination de spin dans l'approche Hartree-Fock non restreinte et est toujours positive - la fonction d'onde est toujours contaminée dans une certaine mesure par des états propres de spin d'ordre supérieur à moins qu'une approche ROHF soit utilisée.
Une telle contamination est une manifestation de la différence de traitement entre les électrons α et β qui occuperaient autrement la même orbitale moléculaire. Elle se produit également dans les calculs dans la théorie de la perturbation de Møller-Plesset qui emploie la fonction d'onde non restreinte comme état de référence et, dans une moindre proportion, dans l'approche Kohn et Sham non-restreinte de la théorie de la fonctionnelle de la densité utilisant les fonctionnelles d'échange-corrélation approchées
.

## Élimination
Bien que l'approche ROHF ne subisse pas de contamination de spin, elle reste bien moins courante dans les codes de chimie quantique. Considérant ce fait, de nombreuses approches afin de supprimer ou minimiser la contamination de spin ont été proposées pour les fonctions d'onde UHF.
L'approche UHF suppressive (AUHF) implique une suppression du premier contaminant de spin de la matrice de densité à chaque étape de la résolution auto-cohérente des équations de Hartree-Fock par utilisation d'un opérateur d'annihilation de Löwdin. La fonction d'onde résultante, qui n'est pas totalement libre de la contamination, est améliorée de manière appréciable dans l'approche UHF, particulièrement en l'absence de contamination d'ordre élevé,.
L'approche UHF projetée (PUHF) supprime tous les contaminants de spin des fonctions d'onde UHF auto-cohérentes. L'énergie projetée est considérée comme celle attendue à partir des fonctions d'onde.
L'approche UHF à spin contraint introduit une contrainte dans les équations de Hartree-Fock de la forme λ(Ŝ2 − S(S + 1)), qui lorsque λ tend vers l'infini reproduit la solution ROHF.